# Australische Leichtathletik-Meisterschaften 2012
Die 90. Australischen Leichtathletik-Meisterschaften wurden vom 13. bis 15. April 2012 erstmals im Lakeside Stadium in Melbourne ausgetragen. Die Wettkämpfe dienten auch als Qualifikationsmöglichkeit für die später im Jahr stattfinden Olympischen Sommerspiele in London.
Die 10.000-Meter-Läufe waren ausgelagert und bereits am 10. Dezember 2011 an gleicher Stelle durchgeführt worden.

## Medaillengewinner

### Frauen
| Disziplin        | Gold                | Leistung     | Silber                   | Leistung     | Bronze              | Leistung     |
| ---------------- | ------------------- | ------------ | ------------------------ | ------------ | ------------------- | ------------ |
| 100 m            | Melissa Breen       | 11,41 s      | Charlotte van Veenendaal | 11,79 s      | Hayley Butler       | 11,80 s      |
| 200 m            | Melissa Breen       | 23,30 s      | Toea Wisil               | 23,69 s      | Monica Brennan      | 23,72 s      |
| 400 m            | Joanne Cuddihy      | 51,69 s      | Caitlin Sargent          | 53,21 s      | Kristie Baillie     | 53,26 s      |
| 800 m            | Tamsyn Manou        | 2:02,00 min  | Zoe Buckman              | 2:04,47 min  | Rosie Kelly         | 2:05,03 min  |
| 1500 m           | Kaila McKnight      | 4:18,02 min  | Bridey Delaney           | 4:18,26 min  | Camille Buscomb     | 4:22,98 min  |
| 5000 m           | Kaila McKnight      | 16:24,56 min | Melanie Daniels          | 16:32,95 min | Belinda Martin      | 16:50,55 min |
| 10.000 m         | Joyce Chepkirui     | 31:26,10 min | Emily Chebet             | 31:30,22 min | Emily Brichacek     | 33:02,55 min |
| 100 m Hürden     | Shannon McCann      | 13,48 s      | Yuka Nomura              | 13,61 s      | Brianna Beahan      | 13,78 s      |
| 400 m Hürden     | Jess Gulli          | 57,96 s      | Lyndsay Pekin            | 58,08 s      | Tessa Consedine     | 59,35 s      |
| 3000 m Hindernis | Milly Clark         | 10:05,60 min | Victoria Mitchell        | 10:08,91 min | Eleanor Wardleworth | 10:47,21 min |
| Hochsprung       | Miyuki Fukumoto     | 1,86 m       | Ashleigh Reid            | 1,80 m       | Lauren Foote        | 1,75 m       |
| Stabhochsprung   | Vicky Parnov        | 4,20 m       | Nina Kennedy             | 4,00 m       | Pascale Gacon       | 3,90 m       |
| Weitsprung       | Kerrie Perkins      | 6,70 m       | Brooke Stratton          | 6,56 m       | Jessica Penney      | 6,43 m       |
| Dreisprung       | Ellen Pettitt       | 13,66 m      | Linda Allen              | 13,24 m      | Nneka Okpala        | 12,97 m      |
| Kugelstoßen      | Dani Samuels        | 16,65 m      | Ana Pouhila              | 15,97 m      | Margaret Satupai    | 15,92 m      |
| Diskuswurf       | Dani Samuels        | 62,34 m      | Kim Mulhall              | 56,02 m      | Alifatou Djibril    | 52,74 m      |
| Hammerwurf       | Gabrielle Neighbour | 66,20 m      | Odette LaFourcade        | 57,73 m      | Natalie Debeljuh    | 57,52 m      |
| Speerwurf        | Kim Mickle          | 61,70 m      | Kathryn Mitchell         | 59,23 m      | Risa Miyashita      | 54,16 m      |
| Siebenkampf      | Megan Wheatley      | 5832 Punkte  | Ellinore Hallin          | 5756 Punkte  | Veronica Torr       | 5590 Punkte  |

### Männer
| Disziplin        | Gold                 | Leistung     | Silber                 | Leistung     | Bronze          | Leistung     |
| ---------------- | -------------------- | ------------ | ---------------------- | ------------ | --------------- | ------------ |
| 100 m            | Josh Ross            | 10,23 s      | Tim Leathart           | 10,48 s      | Joseph Millar   | 10,49 s      |
| 200 m            | Joseph Millar        | 21,27 s      | Tama Toki              | 21,43 s      | Sean Wroe       | 21,44 s      |
| 400 m            | Steven Solomon       | 45,54 s      | Alexander Beck         | 46,30 s      | Ben Offereins   | 46,30 s      |
| 800 m            | Johnny Rayner        | 1:48,10 min  | Alexander Rowe         | 1:48,49 min  | James Gurr      | 1:48,51 min  |
| 1500 m           | Jeff Riseley         | 3:47,78 min  | James Kaan             | 3:48,00 min  | Jeremy Roff     | 3:49,40 min  |
| 5000 m           | Harry Summers        | 14:03,84 min | Liam Adams             | 14:08,62 min | Stephen Dinneen | 14:39,84 min |
| 10.000 m         | Emmanuel Bett        | 27:39,33 min | Bitan Karoki           | 27:40,11 min | Micah Kogo      | 27:50,50 min |
| 110 m Hürden     | Siddhanth Thingalaya | 13,66 s      | Rayzam Shah Wan Sofian | 13,81 s      | Masayuki Iida   | 14,01 s      |
| 400 m Hürden     | Tristan Thomas       | 51,37 s      | Mowen Boino            | 51,59 s      | Cameron French  | 52,66 s      |
| 3000 m Hindernis | Peter Nowill         | 8:44,47 min  | James Nipperess        | 8:48,45 min  | Chris Discombe  | 8:52,47 min  |
| Hochsprung       | Nick Moroney         | 2,15 m       | Thomas Brennan         | 2,10 m       | Chris Armet     | 2,10 m       |
| Stabhochsprung   | Joel Pocklington     | 5,15 m       | James Filshie          | 4,90 m       | Max Mishchenko  | 4,75 m       |
| Weitsprung       | Frederic Erin        | 7,70 m       | Scott Crowe            | 7,69 m       | Shaun Fletcher  | 7,42 m       |
| Dreisprung       | Alwyn Jones          | 16,32 m      | Adam Rabone            | 15,94 m      | Alex Lorraway   | 15,74 m      |
| Kugelstoßen      | Emanuele Fuamatu     | 18,62 m      | Damien Birkinhead      | 18,14 m      | Chris Gaviglio  | 17,56 m      |
| Diskuswurf       | Benn Harradine       | 63,58 m      | Scott Martin           | 59,41 m      | Aaron Neighbour | 56,64 m      |
| Hammerwurf       | Tim Driesen          | 70,55 m      | Hiroshi Noguchi        | 66,25 m      | Huw Peacock     | 61,85 m      |
| Speerwurf        | Joshua Robinson      | 78,31 m      | Hamish Peacock         | 75,62 m      | Benjamin Baker  | 74,66 m      |
| Zehnkampf        | Brent Newdick        | 8057 Punkte  | Franck Logel           | 7655 Punkte  | Jarrod Sims     | 7456 Punkte  |